# Amt Schlieben (Kurfürstentum Sachsen)

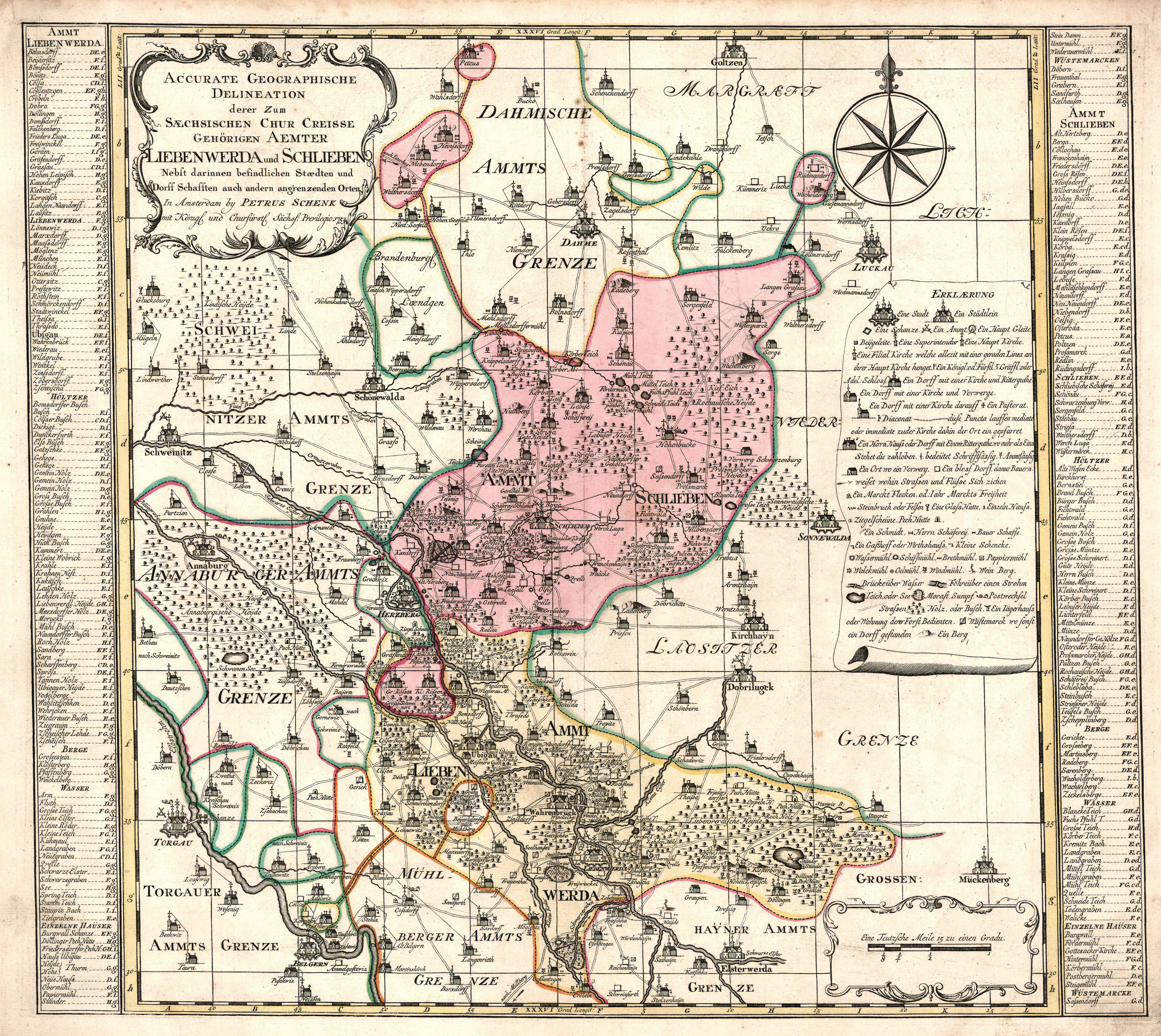
Amt Schlieben (rot) 1753

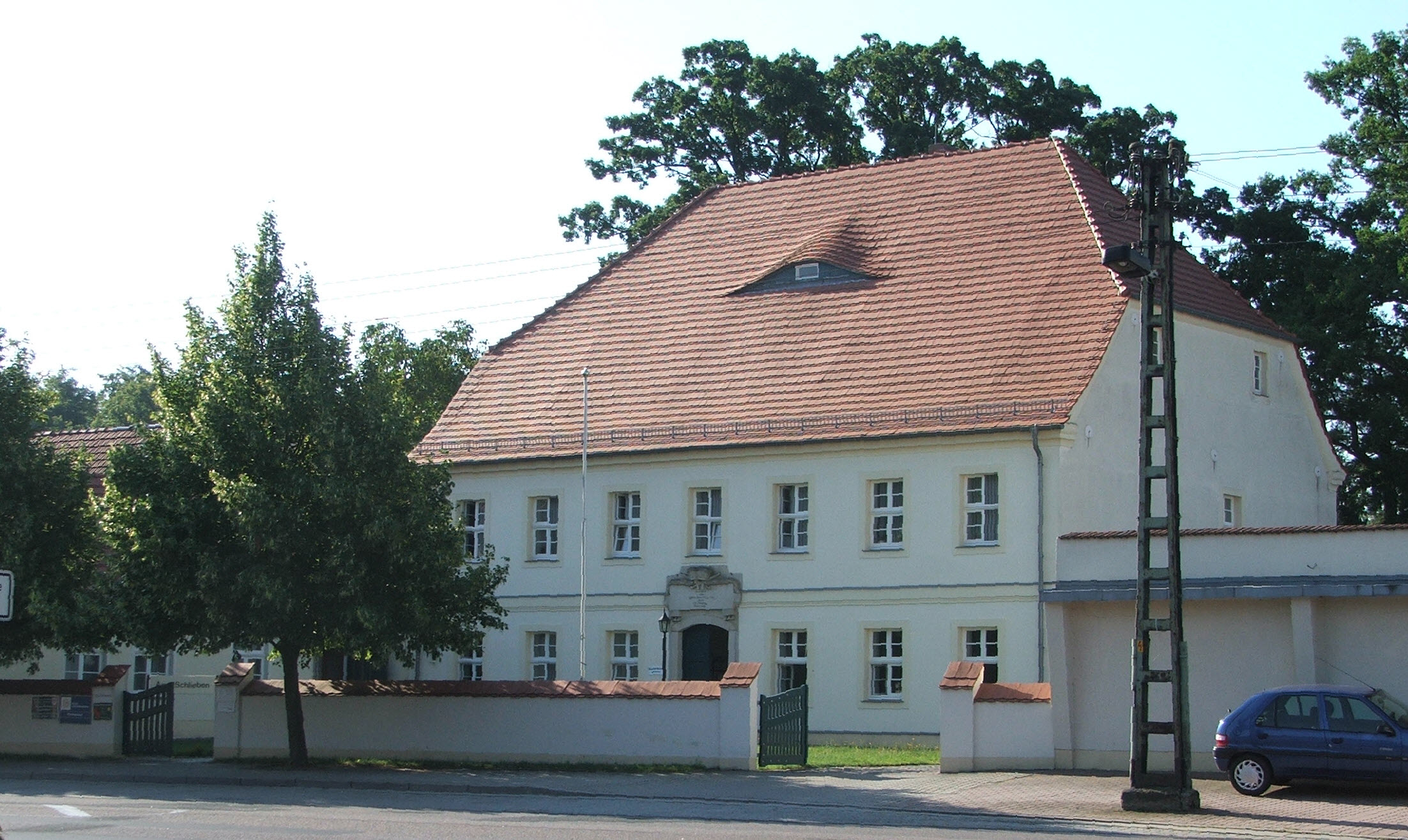
Amtsgebäude Schlieben

Das Amt Schlieben war eine Verwaltungseinheit des 1806 in ein Königreich umgewandelten Kurfürstentum Sachsen und war dem Kurkreis angegliedert. Es lag zu großen Teilen auf dem Gebiet des jetzigen Landkreis Elbe-Elster im Land Brandenburg.
Bis zur Abtretung an Preußen 1815 bildete es als sächsisches Amt den räumlichen Bezugspunkt für die Einforderung landesherrlicher Abgaben und Frondienste, für Polizei, Rechtsprechung und Heeresfolge.

## Geographische Ausdehnung
Die Westgrenze des kursächsischen Amts Schlieben bildete die Schwarze Elster. Die östlichen Orte liegen auf dem Niederlausitzer Landrücken. Das Amtsgebiet liegt heute zu großen Teilen auf dem Gebiet des jetzigen Landkreis Elbe-Elster im Land Brandenburg.

## Angrenzende Verwaltungseinheiten
| Amt Schweinitz                    | Fürstentum Querfurt (Amt Dahme)             | Markgraftum Niederlausitz (Luckauischer Kreis) |
| Amt Annaburg                      | Kompassrose, die auf Nachbargemeinden zeigt | Standesherrschaft Sonnewalde                   |
| Amt Schweinitz (Exklave Herzberg) | Amt Liebenwerda                             | Markgraftum Niederlausitz (Amt Dobrilugk)      |

## Geschichte
Die nach einer Burg bei der Ortschaft Schlieben benannte adliche Herrschaft ging im Jahr 1156 aus dem politischen Verband der sächsischen Ostmark (= Niederlausitz) an die Grafen von Brehna über. Schlieben bildete dann den östlichen Teil der Grafschaft Brehna. Nach Aussterben der Grafen von Brehna kam das Gebiet 1290 an das askanische Herzogtum Sachsen.
Nach dem Erlöschen der askanischen Kurlinie kam das Gebiet um Schlieben mit dem ganzen Herzogtum bzw. Kurfürstentum Sachsen-Wittenberg 1423 an das Haus Wettin, bei dem es bis zur Katastrophe von 1815 als Teil des Kurkreises blieb. Nach der Leipziger Teilung 1485 gehörte das Amt wie der gesamte Kurkreis zur ernestinischen Linie der Wettiner. Seit der Niederlage der Ernestiner im Schmalkaldischen Krieg im Jahr 1547 (Wittenberger Kapitulation) war es im Besitz der Albertiner.
Der kurfürstliche Güterkomplex um Schlieben gehörte im Mittelalter zu den Gütern, deren Einkünfte für die Versorgung der Witwe des Kurfürsten bestimmt waren. Hieraus entstand dann im Laufe des 14. Jahrhunderts das Amt Schlieben, dessen territorialer Bestand seit dem Ende des 14. Jahrhunderts weitgehend unverändert geblieben ist. Amtssitz war das „große Dorf“, seit 1606/16 die Stadt Schlieben.
Der Justizamtmann in Schlieben und sein Kollege, der Amtsverwalter, waren in Gerichts- und Verwaltungsangelegenheiten nicht nur für den unmittelbaren kurfürstlichen Besitz im Amt zuständig, sondern auch als Steuer- und Aufsichtsbehörde über die – etwa 20 – Rittergüter (mit eigener Gerichtsbarkeit) im eigentlichen Amtsbezirk und in begrenztem Umfang auch für die lehnsrechtlich zur  angrenzenden Niederlausitz gehörenden Mediatherrschaften Baruth und Sonnewalde der Grafen zu Solms-Laubach.
Bei der Teilung des Königreichs Sachsen auf dem Wiener Kongress im Frühjahr 1815 wurde das Amt Schlieben wie der ganze Kurkreis dem  Königreich Preußen zugesprochen. Durch die Verordnung vom 30. April 1815 wurde das Amt Schlieben dem Bezirk der neugebildeten „Regierung des Herzogtums Sachsen zu Merseburg“ im Verbunde der Provinz Sachsen zugeordnet. Bei der Neugliederung der unteren Verwaltungsstufe wurde 1816 aus den Ämtern Schlieben, Schweinitz und Seyda der neue Kreis Schweinitz gebildet. Baruth und Sonnewalde wurden dagegen den Kreisen Jüterbog-Luckenwalde bzw. Luckau der Provinz Brandenburg angegliedert, denen auch die auf der Karte erkennbaren nördlichen Exklaven Petkus sowie Heinsdorf, Wahlsdorf (auf der Karte „Waltersdorff“) und Niebendorf bzw. Rüdingsdorf zugewiesen wurden.

## Bestandteile

### Städte
Schlieben

### Dörfer
Das Amt hatte 35 Dörfer.  Für das Jahr 1800 wird eine Gesamtzahl von 7029 Einwohnern angegeben.
| - Altherzberg - Berga - Frankenhain - Friedersdorf - Großrössen - Heinsdorf - Hohenbucko - Jagsal - Jeßnigk - Kaxdorf | - Kleinrössen - Kolpien - Körba - Knippelsdorf - Kolochau - Krassig - Langengrassau - Lebusa mit Alt- und Neu-Sorgefeld - Malitzschkendorf - Naundorf | - Neunaundorf - Niebendorf - Osteroda - Petkus - Polzen - Proßmarke - Redlin (Herzberg) - Rüdingsdorf - Schöna - Schwarzenburg - Stechau | - Striesa - Waltersdorf - Werchluga - Wüstermarke |

## Amtshauptmänner
- Christian Ernst von Kanne